# Атомная энергетика Венгрии
В Венгрии работает одна АЭС, которая имеет 4 действующих реактора. Суммарная мощность реакторов 2 ГВт. Кроме того, в стране планируется строительство пятого и шестого энергоблоков.
В 2014 году доля электроэнергии, произведённой на АЭС Венгрии, составила 53,6 % от общего потребления электроэнергии в стране.

## АЭС Пакш
Первая венгерская АЭС Пакш (венг. Paksi Atomerőmű) находится в 5 км города Пакш.
На 100 % принадлежит компании MVM Magyar Villamos Művek Zrt.
Четыре реактора с водой под давлением (PWR, Pressurised Water Reactor) ВВЭР-440 станции были изготовлены на Ижорском заводе, также в Советском Союзе были произведены турбины, генераторы и другое оборудование.
Первый реактор начал работу в августе 1983 года, второй — в ноябре 1984 года.

## Действующие промышленные реакторы
| Реактор | Начало строительства | Год пуска | Запланипованная дата отключения | Мощность, МВт | Выработка электроэнергии, ГВт·ч |
| ------- | -------------------- | --------- | ------------------------------- | ------------- | ------------------------------- |
| Пакш 1  | 1974                 | 1982      | 2032                            | 500           | ?                               |
| Пакш 2  | 1974                 | 1984      | 2034                            | 470           | ?                               |
| Пакш 3  | 1979                 | 1986      | 2036                            | 500           | ?                               |
| Пакш 4  | 1979                 | 1987      | 2037                            | 470           | ?                               |

## Строящиеся реакторы
| Реактор | Начало строительства | Год пуска | Запланипованная дата отключения | Мощность, МВт |
| ------- | -------------------- | --------- | ------------------------------- | ------------- |
| Пакш 5  | 2021 (план)          | 2026      | 2086                            | 1200          |
| Пакш 6  | 2022 (план)          | 2027      | 2087                            | 1200          |

## Музей атомной энергии
Музей ядерной энергии, открывшийся в 2010 году, предлагает познакомиться с историей ядерной энергетики в целом и атомной электростанции Пакш в частности как уникального специализированного учреждения на континенте. В нем на площади 2000 м² представлено оборудование, использованное при эксплуатации АЭС, вещи всемирно известных ученых, а также предусмотрены места для временных выставок.